# Dystasia laosica
Dystasia laosica är en skalbaggsart som beskrevs av Stefan von Breuning 1965. Dystasia laosica ingår i släktet Dystasia och familjen långhorningar.
Artens utbredningsområde är Laos. Inga underarter finns listade i Catalogue of Life.